# Messerschmitt P.1112
Die Messerschmitt P.1112 war ein Jagdflugzeug-Projekt der Messerschmitt AG.

## Geschichte

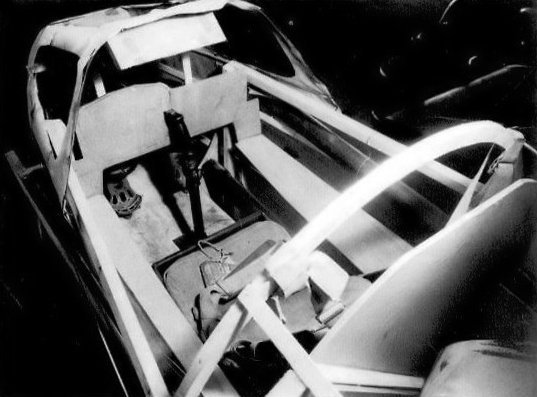
Mock-up der Messerschmitt P.1112/V1, gefunden von US-Truppen im April 1945

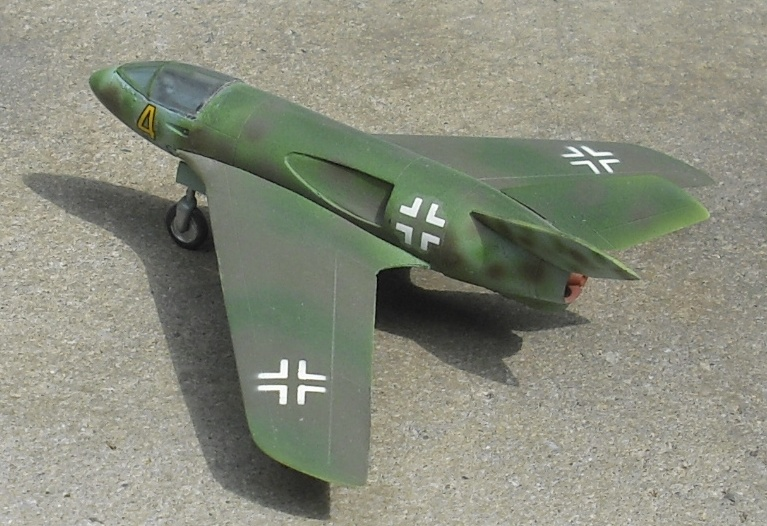
Modellbild Me P.1112.

Die P.1112 war die konsequente Weiterentwicklung des P.1111. Aufgabe des Projektteams unter Woldemar Voigt war die Optimallösung eines schwanzlosen Jagdflugzeuges. Die Entwürfe des P.1112 begannen Anfang 1945. Voigt schätzte, dass die Flugerprobung spätestens Mitte Mai 1946 starten könne. Er stützte sich in seinem Entwurf größtenteils auf die P.1111. So wichen die Abmessungen kaum ab. Allerdings wurde die Pilotenkanzel in die Spitze des Rumpfes verlegt. Die Bewaffnung musste aus diesem Grunde auch im unteren Rumpfteil untergebracht werden. Das Panzerglas der Frontscheibe des Jägers wurde, um feindlichen Beschuss standhalten zu können, auf 23° geneigt und besaß eine Dicke von 100 mm, die der Seitenscheiben immerhin noch 60 mm. Insgesamt entstanden mindestens drei Design-Varianten im Laufe der Entwicklung, die S/1, S/2 und V1, mit etwas unterschiedlichen Abmessungen und Leistungen.
Die Projektstudie war bei Kriegsende über das Reißbrettstatium hinaus. Ein Attrappenbau der P.1112-V1 wurde am 29. April 1945 von US-amerikanischen Truppen im Zuge des Einmarsches der Alliierten in Oberammergau erbeutet. Über den weiteren Verbleib der Attrappe ist nichts bekannt.
Das Design der P.1112 beeinflusste später Trägerflugzeuge der US-Navy.

## Technische Daten
Daten der P-1112-V1. Die Daten der anderen Entwürfe S1, S2 variieren zum Teil stark.
| Kenngröße             | Daten                                                            |
| --------------------- | ---------------------------------------------------------------- |
| Besatzung             | 1                                                                |
| Länge                 | 8,25 m                                                           |
| Spannweite            | 8,74 m                                                           |
| Höhe                  | 3,16 m                                                           |
| Flügelfläche          | 22 m²                                                            |
| Flügelstreckung       | 3,5                                                              |
| Nutzlast              | 2383 kg                                                          |
| Leermasse             | 2290 kg                                                          |
| max. Startmasse       | 4673 kg                                                          |
| Höchstgeschwindigkeit | größer 1000 km/h in 7 km Höhe projektiert                        |
| Triebwerke            | ein HeS 109-011 A-0 mit 1300 kp oder HeS 109-011 B-0 mit 1500 kp |

## Bewaffnung
Die Bezeichnung für Bewaffnungsstudien der P.1112 wurden P.1110 W genannt, wobei das W für Weiterentwicklung steht. So sollte die Primärbewaffnung des Jägers aus vier MK 108 mit Kaliber 30 mm bestehen, die als Standardwaffen links und rechts im Vorderrumpf Platz finden sollten. Als Alternative wurden zwei MK 108 und zwei MK 103 geplant. An Abwurflasten sollte die P.1112 bis zu 500 kg tragen können. Die P.1112 wurde als Pulkzerstörer geplant. Für diesen Zweck sollte der Jäger eine MK 214 mit 50-mm-Kaliber erhalten, die im oberen Vorderrumpf montiert werden sollte. Der Lauf dieser Kanone trat dann durch die Kabinenabdeckung heraus. Alternativ dazu war der Einbau einer MK 112 mit Kaliber 55 mm im unteren Teil des Vorderrumpfes denkbar.